# Thoros I av Armenien
Thoros I av Armenien, död 1129, var regerande furste av Armenien mellan 1129 och 1129.